# The Mysterious Island (1929)

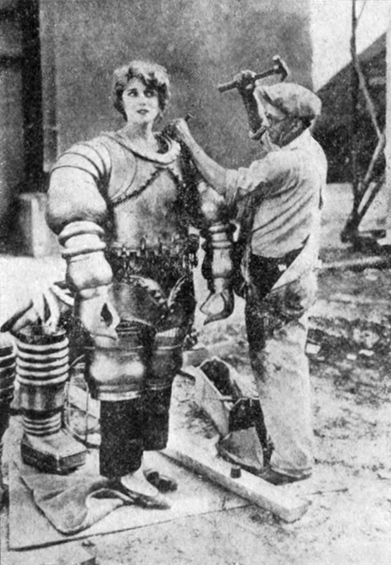
Jane Daly (Jacqueline Gadsden) wordt klaargemaakt voor de opname van een scène uit The Mysterious Island

The Mysterious Island is een Amerikaanse film uit 1929, geregisseerd door onder anderen Lucien Hubbard. De film is losjes gebaseerd op de roman Het geheimzinnige eiland van Jules Verne. De film is geheel in Technicolor en is deels een geluidsfilm.

## Verhaal
De film is meer prequel dan vervolg op Twintigduizend mijlen onder zee. Het enige in de film dat overgenomen is uit de roman is kapitein Nemo’s achtergrondverhaal. De film toont hoe hij zijn duikboot bouwde en hoe hij een verschoppeling van de maatschappij werd.

## Rolverdeling
| Acteur             | Personage     |
| ------------------ | ------------- |
| Lionel Barrymore   | Count Dakkar  |
| Jacqueline Gadsden | Sonia Dakkar  |
| Lloyd Hughes       | Nikolai Roget |
| Montagu Love       | Falon         |
| Harry Gribbon      | Mikhail       |
| Snitz Edwards      | Anton         |
| Gibson Gowland     | Dmitry        |
| Pauline Starke     |               |
| Karl Dane          |               |

## Achtergrond
Volgens een artikel in het originele Famous Monsters of Filmland tijdschrift begon de productie van de film in 1926. Er waren verschillende problemen tijdens de opnames, zoals het weer en de ontwikkeling van de geluidsfilm. Dit vertraagde de productie, waardoor de film pas drie jaar later klaar was. Beeldmateriaal gefilmd door Maurice Tourneur en Benjamin Christensen in 1927 werd verwerkt in de uiteindelijke versie.
De film is anno 2008 een 'verloren film'. Er bestaan geen complete exemplaren meer van de kleurversie. Voor zover bekend bestaat er nog een filmrol met een paar Technicolor-scènes, welke onderdeel is van het UCLA Film and Television Archive. De film is in zijn geheel alleen nog beschikbaar als zwart-witfilm.